# Mazda R360
Mazda R360 är en mikrobil som tillverkades av den japanska biltillverkaren Mazda mellan 1960 och 1966. 

## Mazda R360
Mazda R360 var företagets första personbil. Det var en av de minsta småbilarna på den japanska marknaden (så kallade keijidōsha). Den var ovanligt avancerad för klassen, med individuell hjulupphängning runt om och fyrtaktsmotor. För att hålla nere vikten användes lättmetaller som magnesium i konstruktionen. Motorn var en tvåcylindrig luftkyld V-motor placerad längst bak.